# Гейл Дайнс
Гейл Дайнс (англ. Gail Dines; нар. (29 липня 1958 , Манчестер, Ланкашир ) ― американська письменниця, соціологиня, гендерна дослідниця, радикальна антипорнографічна феміністка. Почесна професорка соціології та жіночих студій в коледжі Вілок в Бостоні, штат Массачусетс. Засновниця Stop Porn Culture і Culture Reframed, створених для вирішення проблеми порнографії як кризи громадського здоров’я. Співавторка книги Порнографія: Виробництво і споживання нерівності (1997) і авторка роботи Порноленд: як порнографія вкрала нашу сексуальність (2010).

## Життєпис
Гейл Дайнс народилася в ортодоксальній єврейській родині в Манчестері, Велика Британія, і відвідувала Школу Короля Давида.
Вона здобула бакалаврський ступінь в Солфордському університеті і зустріла там Девіда Леві, студента Манчестерського університету, з яким одружилася. 
1980 року 22-річна Дайнс переїхала з чоловіком до Ізраїлю.

## Діяльність
У 18 років Дайнс прочитала книгу Робін Морган “Сестринство — могутнє”, вийшла з ортодоксального юдаїзму і стала радикальною феміністкою.
Під час перебування в Ізраїлі Дайнс співзаснувала феміністську групу Isha L'isha ("Жінка для жінки").
Дайнс пише, що хлопці і чоловіки стикаються з порнографією онлайн, яка стає все більш жорстокою та насильницькою по відношенню до жінок. Гейл Дайнс стверджує, що порнографія є «ідеальною пропагандою патріархату». Зображення жінок в порнографії впливає на почуття власної сексуальної ідентичності дівчат-підліток і як наслідок, пише Дайнс, жінок “тримають в полоні” зображення, в яких жіночність зводиться до “гіперсексуалізованих, молодих, худих, засмаглих, без волосся на тілі, і в часто змінених пластичною хірургією жінок із звабливим виразом обличчя”.

## Нагороди
- Myers Center Award for the Study of Human Rights in North America[7].

## Книги
- Dines, Gail; Humez, Jean, ред. (2011). Gender, Race and Class in Media: A Critical Reader (вид. 3rd). California: Sage publications. ISBN 9781412974417.
- Dines, Gail (2010). Pornland: How Porn Has Hijacked Our Sexuality. Boston: Beacon Press. ISBN 9780807044520.
- Dines, Gail (2020). Pornland: Comment le porno envahi nos vies. Paris: Editions LIBRE. ISBN 9782490403165.
- Dines, Gail; Jensen, Robert; Russo, Ann (1997). Pornography: The Production and Consumption of Inequality. New York: Routledge. ISBN 9780415918138.
- Dines-Levy, Gail (1990). Towards a sociology of cartoons: a framework for sociological investigation with special reference to "Playboy" sex cartoons (Дипломна робота). Salford University. OCLC 53564519. Pdf.

### Розділи у працях
- Dines, Gail (2013). Grooming our girls: hypersexualization of the culture as child sexual abuse. У Wild, Jim (ред.). Exploiting childhood: how fast food, material obsession and porn culture are creating new forms of child abuse. London: Jessica Kingsley Publishers. с. 116—129. ISBN 9780857007421.
- Dines, Gail (2011). Stop porn culture!. У Tankard Reist, Melinda; Bray, Abigail (ред.). Big Porn Inc.: exposing the harms of the global pornography industry. North Melbourne, Victoria: Spinifex Press. с. 266—267. ISBN 9781876756895.
- Dines, Gail (2011). The new Lolita: pornography and the sexualization of childhood. У Tankard Reist, Melinda; Bray, Abigail (ред.). Big Porn Inc.: exposing the harms of the global pornography industry. North Melbourne, Victoria: Spinifex Press. с. 3—8. ISBN 9781876756895.
- Dines, Gail; Whisnant, Rebecca; Thompson, Linda (2010). Arresting images: anti-pornography slide shows, activism and the academy. У Boyle, Karen (ред.). Everyday pornography. London and New York: Routledge. с. 17—33. ISBN 9780415543781. (With Karen Boyle.)
- Dines, Gail (2004). King Kong and the white woman: Hustler magazine and the demonization of black masculinity. У Whisnant, Rebecca; Stark, Christine (ред.). Not for sale: feminists resisting prostitution and pornography. North Melbourne, Victoria: Spinifex Press. с. 89–101. ISBN 9781876756499.
- Dines, Gail (2003). From fantasy to reality: unmasking the pornography industry. У Morgan, Robin (ред.). Sisterhood is forever: the women's anthology for a new millennium. New York: Washington Square Press. с. 306–314. ISBN 9780743466271.